# Stéphanie Koplowicz
Stéphanie Koplowicz, née le 16 mai 1977 à Uccle, est une femme politique belge du Parti du travail de Belgique.

## Biographie
Stéphanie Koplowicz naît à Uccle le 16 mai 1977
En 2000, elle obtient une licence en Arts du spectacle à l'UCLouvain
Elle travaille ensuite sous statut d'indépendante pendant une quinzaine d'années dans le secteur de l'art et de la communication. Elle est assistante marketing à l'agence Randstad de 1999 à 2000, puis devient journaliste indépendante, traductrice, responsable de la communication, assistante de casting, responsable des relations publiques d'artistes. De 2011 à 2012, elle travaille  comme consultante à la ville de Schaerbeek. Avant son élection, elle travaille à mi-temps à l’accueil d’un espace de coworking à Forest pour s’occuper de son fils qui souffre d’un handicap et milite en faveur du PTB. 
Elle est impliquée dans la défense des personnes handicapées et de la collectivité.

## Parcours politique
Stéphanie Koplowicz est élue conseillère communale à Forest sur la liste PTB aux élections communales du 14 octobre 2018. Lors de sa campagne électorale, une croix gammée est taguée sur l’un de ses portraits.
En mai 2019, elle est élue députée bruxelloise sur la liste PTB aux élections régionales. Elle est également nommée cheffe de groupe du parti à la CoCoF.
En novembre 2019, elle co-signe avec une centaine de personnalités bruxelloises une lettre de l'UPJB qui critique la politique israélienne dans les territoires palestiniens occupés et se réjouit qu'une mission économique qui était prévue par les régions wallonne et bruxelloise en Israël, ait été annulée.